# کارلوس مویا
کارلوس مویا (کاتالونیایی: Carles Moyà Llompart؛ زاده ۲۷ اوت ۱۹۷۶) یک تنیس‌باز اهل اسپانیا است.